# Teodone III di Baviera
Teodone III di Baviera, noto anche come Teodone VI (770 ca. – dopo il 793), è stato un nobile e condottiero tedesco del VII secolo.

## Biografia
Appartenente alla dinastia degli Agilolfingi, nacque da Tassilone III, e da Liutperga, figlia del re longobardo Desiderio. Fu duca di Carinzia e co-reggente del ducato dei Bavari dal 776. Nel 788 si ritirò in un convento in Carinzia.